# Франк Онгфіанг
Франк Онгфіанг (фр. Frank Oliver Ongfiang, нар. 6 квітня 1985, Яунде) — камерунський футболіст, півзахисник ангольського клубу «Бенфіка» (Луанда). Виступав за клуби низки країн Африки, Азії та Європи, де, зокрема, захищав кольори кіровоградської «Зірки».

## Ігрова кар'єра
У 10-річному віці перебрався з родиною до Франції, де почав займатися футболом у футбольній академії «Нанта», а в 15 років перейшов до структури «Бордо».
2001 року перебрався до Італії, уклавши контракт з «Венецією». За рік перейшов до «Палермо», де, як і в попередньому клубі, молодий камерунець пробитися до основної команди не зміг, натомість до 2005 року на правах оренди грав за команди Серії B «Чезена» та «Мартіна-Франка».
Своєю грою привернув увагу представників тренерського штабу туніського «Есперанса», до складу якого приєднався 2005 року. Відіграв за команду зі столиці Тунісу наступні два сезони своєї ігрової кар'єри, вигравши з командою національну першість та ставши найкращим іноземним гравцем чемпіонату. 
Протягом 2007—2010 років грав в ОАЕ, Лівії та Південно-Африканській Республіці, де відповідно захищав кольори клубів «Аль-Айн», «Аль-Аглі» (Триполі) та «Орландо Пайретс». По завершенні контракту з останнім клубом отримав статус вільного агента.
На початку 2011 року став гравцем українського клубу «Зірка» (Кіровоград). 20 березня 2011 року дебютував в іграх української першої ліги, вийшовши у стартовому складі «Зірки» у гостьовій зустрічі проти «Титана» (Армянськ). Протягом року провів 20 матчів чемпіонату. У грудні 2011 року було повідомлено про припинення співробітництва кіровоградського клубу з Онгфіангом.
2013 року приєднався до складу ангольської «Бенфіки» (Луанда).

## Титули і досягнення
- Переможець Всеафриканських ігор: 2007